# فاندرسون
فاندرسون (مواليد 21 يونيو 2001) هو لاعب كرة قدم برازيلي يلعب في مركز الظهير الأيمن في نادي موناكو.

## روابط خارجية
- فاندرسون على موقع الاتحاد الأوربي (الإنجليزية)
- فاندرسون على موقع إي إس بي إن إف سي (الإنجليزية)
- فاندرسون على موقع قاعدة بيانات كرة القدم.إي يو (الإنجليزية)
- فاندرسون على موقع ليكيب (الفرنسية)
- فاندرسون على موقع ناشيونال فوتبول تيمز (الإنجليزية)
- فاندرسون على موقع Soccerbase.com (لاعب) (الإنجليزية)
- فاندرسون على موقع Soccerway.com (الإنجليزية)
- فاندرسون على موقع عالم كرة القدم.نت (الإنجليزية)
- فاندرسون على موقع كووورة